# Vince Vouyer
Vince Vouyer (n. 1 de junio de 1966) es el nombre artístico de John LaForme, un actor porno y director estadounidense. Algunas veces aparece acreditado como Vince, Vince Voyeur, Vince Voyer o Vince Voyuer.

## Biografía

### Inicios
Vince Vouyer nació en Lowell (Massachusetts) y se trasladó a Los Ángeles (California) en 1989. Pasó varios años trabajando como mecánico de ascensores durante el día y como bailarín de estriptis por la noche.

### Carrera
Se inició en el cine pornográfico tras conocer a la actriz Alicia Rio en una fiesta. Ha participado en más de mil películas para adultos desde su primera escena en 1994.
Cuando entró en la industria, fue conocido durante varios años por su pelo largo, el tamaño de su pene y un cuerpo cincelado. Hoy en día lleva un peinado corto.
Durante años, trabajó principalmenter para las compañías Anabolic y Diabolic. Tras dejarlas, dirigió su propia línea de videos para Red Light District Video. Red Light District es la compañía que distribuyó el video porno de Paris Hilton titulado 1 Night in Paris. Una escena dirigida por Vince Vouyer fue incluida entre los extras del DVD de 1 Night in Paris. Vouyer abandonó Red Light District en 2005 y lanzó Vouyer Media con su socio Steve Orenstein.
Fundada a finales de 2005, Vouyer Media ha producido DVD gonzos filmados en HD para pantalla ancha. El equipo de directores de Vouyer Media está encabezado por el propio Vince Vouyer y el actor/director Jack Napier.
Después de menos de doce meses en el negocio, su lanzamiento Breakin' 'Em In #9 ganó el premio AVN for Best Pro-Am Release el 13 de enero en la 24ª edición de los premios, presentada por Jessica Drake en el Mandalay Bay Events Center de Las Vegas. La película también ganó el premio Best Anal Sex Scene - Video para Vouyer y Amy Ried. Otros premios recibidos durante el primer año de la compañía incluyen el Nightmoves Fans' Choice Award para la Best New Production Company y el Beverly Hills Outlook Award para el Best Gonzo Release (por The Gauntlet).

## Premios
- Premios AVN de 1996 - Best Couples Sex Scene por su trabajo con Jenna Jameson en Conquest
- Premios AVN de 1996 - Most Outrageous Sex Scene, junto a Shayla LaVeaux y T.T. Boy, por Shock.
- Premios AVN de 1997 - Best Group Sex Scene, junto a Christy Canyon, Tony Tedeschi y Steven St. Croix, por The Show
- Premios AVN de 2007 - Best Anal Sex Scene por su trabajo con Amy Reid en Breakin' 'Em in 9